# سوگ پیشاپیش
سوگ پیشاپیش یا سوگ پیش‌بینی‌شده (به انگلیسی: Anticipatory grief) به احساس غم و اندوهی اشاره دارد که پیش از فقدان قریب‌الوقوع رخ می‌دهد. به‌طور معمول، از دست دادن قریب‌الوقوع مرگ یکی از نزدیکان به دلیل بیماری است. این موضوع می‌تواند توسط خود افراد در حال مرگ نیز تجربه شود و همچنین می‌تواند به دلیل آسیب‌های غیرمرتبط با مرگ مانند پستان‌برداری برنامه‌ریزی‌شده، طلاق در انتظار، کوچک کردن شرکت یا جنگ احساس شود.

## مراحل
مدل پنج‌مرحله‌ای سوگ و اندوه - انکار، خشم، چانه‌زنی، افسردگی و پذیرش، همان‌طور که توسط الیزابت کوبلر راس پیشنهاد شده‌است - فرآیندی را که افراد پس از آگاهی از تشخیص بیماری بدون درمان خود انجام می‌دهند، توصیف می‌کند. اضطراب، ترس، گناه، درماندگی، ناامیدی و احساس غرق‌شدگی نیز رایج است. با این حال، سوگ پیشاپیش صرفاً سوگ عادی نیست که زودتر آغاز شده باشد.